# Cuisine Bio (magazine)
 (octobre 2023).
Si vous disposez d'ouvrages ou d'articles de référence ou si vous connaissez des sites web de qualité traitant du thème abordé ici, merci de compléter l'article en donnant les références utiles à sa vérifiabilité et en les liant à la section « Notes et références ».
Cuisine Bio est un magazine trimestriel français consacré à la cuisine biologique, créé en 2003 par une petite équipe de journalistes passionnés et disparu en 2011.

## Orientation
Depuis ses débuts, la ligne éditoriale de Cuisine Bio mêlait cuisine biologique et écologie. Chaque numéro proposait des rencontres avec des producteurs ayant fait le choix de pratiques alternatives, à l'encontre des modèles de l'agriculture intensive. De la même façon, les recettes présentées en exclusivité par petits et grands chefs bio respectaient les récoltes de saison.
Plaçant la préservation de la nature et de la biodiversité au cœur de son propos, Cuisine Bio s'engageait, depuis 2007, à imprimer chaque exemplaire du magazine sur du papier recyclé.
Le magazine a cessé de paraître en 2011.